# Enni Ben’en
Enni Ben’en (jap. 圓爾辯圓; ur. 1201; zm. 1280) – japoński mistrz zen szkoły rinzai, znany z wielkiej erudycji. Imię pośmiertne Shōichi Kokushi (聖一國師).

## Życiorys

### Okres początkowy
Urodził się w ówczesnej prowincji Suruga (dziś centralna część prefektury Shizuoka. W wieku pięciu lat wszedł na górę Kunō, a w wieku lat ośmiu rozpoczął studiować buddyzm pod kierunkiem mnicha szkoły tendai, Gyōbena. Studiował także wczesne teksty buddyjskie, łącznie z tak podstawowymi, jak Abhidharmakośa (jap. Kusharon). Gdy miał lat osiemnaście wkroczył w monastyczne życie dzięki ceremonii tonsurowej w głównym klasztorze szkoły tendai Onjō-ji (znanym także jako Mii-dera). Nieco później został zaordynowany jako mnich w klasztorze Tōdai w Narze. Po ordynacji spędził trzy lata w Kioto, studiując konfucjanizm. Następnie powrócił na jakiś czas do Onjō-ji, a stamtąd udał się do klasztoru Chōraku, w którym zapoznał się z mieszanymi naukami łączącymi tendai z zenem pod kierunkiem Eichō, uczniem Eisaia Myōana
W 1224 roku ponownie udał się na górę Kunō, gdzie został wprowadzony w tajemne rytuały tendai przez Kenzeia. Cztery lata później otrzymał "pieczęć nauk ezoterycznych" tendai od opata A'nina w klasztorze Jufuku w Kamakurze. Swojej rozległej wiedzy zawdzięczał późniejszy wielki szacunek, jakim go darzono

### Okres formatywny - studia w Chinach
Jednak Enni chciał doświadczyć czystej praktyki zen, niezmieszanej z innymi tradycjami. W 1235 roku udał się do Chin. Miał szczęście natrafić na wybitnego mistrza chan Wuzhuna Shifana, który nauczał w klasztorze Wanshouchan na górze Jing w prowincji Zhejiang. Po stosunkowo krótkim, jednak bardzo intensywnym, okresie praktyki Enni osiągnął oświecenie potwierdzone przez nauczyciela w 1237 roku. Aby uczcić ten moment, Wuzhun podarował swemu uczniowi swój portret, wysokiej klasy artystycznej z dedykacją. Enni praktykował w tym klasztorze przez siedem lat i w 1241 roku powrócił do Japonii przywożąc z sobą kodeksy klasztornych reguł i teksty związane z medytacją

### Okres dojrzałości - nauczanie innych
Przez jakiś czas nauczał w klasztorze w portowym mieście Hakata na wyspie Kiusiu. Założył kilka świątyń w okolicy miasta, w których nauczał "umysłu Buddy". Pomimo opozycji ze strony lokalnych grup szkół tendai i shingon, jego reputacja wzrastała i zaczął przyciągać wielu znanych wówczas ludzi.
W 1243 roku Michiie Fujiwara (znany też jako Michiie Kujō) zdeterminowany chęcią wybudowania klasztoru w Kioto, po usłyszeniu o mnichu, który powrócił z Chin i jest już sławny, zaprosił Enniego do Kioto jako "opata założyciela" klasztoru Tōfuku. Piastował także funkcję opata w dawnym klasztorze Eisaia – Kennin. Według zamierzeń Michiiego, Tōfuku-ji miał być miejscem, w którym koegzystują tradycje zen: shingon i tendai. Enni, który praktykował we wszystkich tych szkołach, był zdolny do prowadzenia rytuałów kojarzonych z nimi, jednak pierwszeństwo dawał praktyce medytacji zen. Spowodowało to ponowne sprzeciwy mnichów shingon i tendai, ale wzrost popularności zenu w Kioto sprawił, że mógł rozwijać praktyki zen względnie swobodnie.
Tōfuku-ji został ostatecznie poświęcony w 1255 roku i rozwinął się na główny ośrodek ruchu zen w Kioto, a później stał się jednym z klasztorów systemu gozan (Pięciu Gór) w Kioto.
W 1257 roku Enni po zaproszeniu go przez Tokiyori Hōjō (1227–1263) udał się do Kamakury, gdzie poprowadził klasztor Jufuku.
Wygłaszał wiele wykładów, w których przedstawiał czysty zen, jakiego nauczył się w Chinach. Liczba jego uczniów gwałtownie wzrosła i jego linia przekazu nazywana Shōichi-ha, rozrosła się w kilku kierunkach. Miał prawdopodobnie piętnastu oświeconych uczniów.
Enni cieszył się taką sławą, że został zaproszony na audiencję u cesarza Go-Uda (後宇多; pan. 1274–1287). Enni wręczył mu książkę zawierającą nauki chińskich mistrzów. Cesarz był pod takim wrażeniem, że później przyjął od Enniego wskazania buddyjskie i został buddystą.
Latem 1280 roku Enni nakazał uderzyć w klasztorny bęben i obwieścił uczniom, że umiera. Napisał pożegnalny wiersz, w którym znalazła się taka linijka: "Ci, którzy nie widzą rzeczy jakimi one są, nigdy nie zrozumieją zenu".
W 1312 cesarz Hanazono (花園; pan. 1308–1318) nadał mu pośmiertny tytuł Shōichi Kokushi (Narodowy nauczyciel Shōichi).

## Linia przekazu Dharmy zen
Pierwsza liczba oznacza liczbę pokoleń od Pierwszego Patriarchy chan w Indiach Mahakaśjapy.
Druga liczba oznacza liczbę pokoleń od Pierwszego Patriarchy chan w Chinach Bodhidharmy.
Trzecia liczba oznacza początek nowej linii przekazu w innym kraju.
- 49/22. Huqiu Shaolong (1077–1136)
  - 50/23. Ying’an Tanhua (1103–1163)
    - 51/24. Mi’an Xianjie (1118–1186)
      - 52/25. Songyuan Chongyue (1139–1209
        - 53/26. Yun’an Puyan (1156–1226)
          - 54/27. Xutang Zhiyu (1189–1269)
            - 55/28/1. Nampo Jōmyō (1235–1309) Japonia. Szkoła rinzai.

      - 52/25. Po’an Zuxian (1136–1211)
        - 53/26. Wuzhun Shifan (Yuanjiao) (1177–1249)
          - 54/27. Wuxue Zuyuan (1226–1286) (także Foguang)
            - 55/28/1. Mugai Nyodai (1223–1298) mniszka, pierwsza mistrzyni zen
            - 55/28/1. Kōhō Kennichi (1241–1316) Japonia.
              - 56/29/2. Musō Soseki (1275–1351)
                - 57/30/3. Mukyoku Shigen (1282–1359)
                  - 58/31/4. Donchū Dōhō (1365–1498)

                - 57/30/3. Shun'oku Myōha (1311–1388)
                - 57/30/3. Chūgan Engetsu (1300–1375)
                - 57/30/3. Gidō Shūshin (1325–1388)
                - 57/30/3. Zekkai Chūshin (1336–1405)
                  - 58/31/4. Ishō Tokugan (bd)
                    - 59/32/5. Zuikei Shūhō (1391–1473)
                    - 59/32/5. Kisei Reigen (1403–1488)

            - 55/28/1. Kian Soen (1261–1313)) Japonia.
            - 55/28/1. Muchaku (ur. 1243) Japonia. Mniszka
            - 55/28/1. Hōjō Tokimune (1251–1284) Japonia.
            - 55/28/1. Ichiō Inkō (1210–1281)Japonia

          - 54/27. Wu’an Puning (1197–1276)
            - 55/28/1. Hōjō Tokiyori (1227–1263) Japonia

          - 54/27/1. Enni Ben’en (1201–1280) Japonia (Tōfuku-ji)
            - 55/28/2. Tetsugyu Enshin (1254–1326) (Komyo-ji)
            - 55/28/2. Tōzan Tanshō (1231–1291) (Tōfuku-ji)
            - 55/28/2. Mukan Fumon (Gengo) (1212–1291) (Tōfuku-ji), założyciel Nanzen-ji
            - 55/28/2. Hakuun Egyō (bd) (Tōfuku-ji)
            - 55/28/2. Sansō E’un (1231–1301) (Tōfuku-ji)
            - 55/28/2. Zōsan Junkū (1233–1308) (Tōfuku-ji)
            - 55/28/2. Chigotsu Daie (1229–1312) (Tōfuku-ji)
            - 55/28/2. Jikiō Chikan (1245–1322) (Tōfuku-ji)
            - 55/28/2. Mujū Dōgyō (1226–1313)
            - 55/28/2. Sōhō Sōgen (1262–1335)
            - 55/28/2. Jinshi Eison (1195–1272)

          - 54/27. Wanji Xingmi (bd)
            - 55/28. Yishan Yining (1217–1317)
              - 56/29/1. Kokan Shiren (1278–1346) Japonia
              - 56/29/1. Sesson Yūbai (1290–1346) Japonia

          - 54/27. Xueyan Huilang (bd)
            - 55/28. Gaofeng Yuanmiao (1238–1295)
              - 56/29/1. Zhongfeng Mingben (1263–1323) Japonia
                - 57/29. Tianru Weize (zm. 1354)
                - 57/30/2. Kosen Ingen (1295–1374) Japonia

            - 55/28. Qi’an Zongxin (bd)
              - 56/29. Shiwu Qinggong (1272–1352)
                - 57/30/1. T’aego Pou (1301–1382) Korea. Szkoła imje
                - 57/30/1. Paegun Kyŏnghan (1298–1374) Korea